# Jafet, der søger sig en Fader I. Vaisenhusdrengen
|  | Sammenskrivningsforslag Artiklen Jafet, der søger sig en Fader I. Vaisenhusdrengen er foreslået føjet ind i Jafet, der søger sig en Fader, I-IV. (Siden januar 2023) Diskutér forslaget |

|  | Denne artikel er oprettet af botten Steenthbot ud fra en ekstern database. Den kan derfor have sproglige fejl eller mangler. Denne skabelon kan fjernes efter kontrol af indholdet. |

Jafet, der søger sig en Fader I. Vaisenhusdrengen er en dansk stumfilm fra 1922 instrueret af Emanuel Gregers.

## Handling
Som spæd efterlades Jafet Newman på børnehjemmets trappesten. Her vokser han op og bliver en stærk og frejdig fyr, der – sammen med sin ven Tim – beslutter sig for at drage ud i verden og finde sin far. Rejsen bliver uforudsigelig og fuld af eventyr. De møder blandt andet den hemmelighedsfulde Melchior og slutter sig til hans zigøjnerstamme, der drager fra by til by. De knytter et nært venskab til Melchiors datter Fleta, der muligvis er blevet stjålet fra sine biologiske forældre som spæd. Jafet bliver hurtigt hendes beskytter og vil hjælpe hende med at komme til bunds i sagen. Han mister dog aldrig sit eget mål af syne: Han vil finde sin far.
’Vaisenhusdrengen’ er første del af ’Jafet, der søger sig en Fader’, som blev udgivet i september og oktober 1922. De fire film i serien er baseret på Kaptajn Marryats tobindsværk fra 1836 – 'Mr Midshipman Easy' og 'Japhet, in Search of a Father' – samt inspireret af andre af forfatterens kendte værker. Hovedrollerne som Tim og Jafet spilles af henholdsvis Carlo Wieth og Rasmus Christiansen.

## Medvirkende
- Carlo Wieth, Jafet Newland
- Rasmus Christiansen, Tim, Jafets ven
- Elisabeth Jacobsen, Fleta, et stjålent barn
- Harry Komdrup, Jan, zigeuner
- Peter Nielsen, Melchior, zigeunerhøvding
- Carl Lauritzen, Lord Windermear
- Karen Lund, Natté, zigeuner
- Bertel Krause, Tom Robbins, skipper
- Gerhard Jessen, Den Fremmede
- Hans Egede Budtz, Major Carbonnell